# Nikolaos Jeorgandas
Nikolaos P. Jeorgandas, gr. Νικόλαος Γεωργαντάς, Nikólaos Geōrgantás (ur. 12 marca 1880 w Steno, zm. 23 listopada 1958 w Atenach) – grecki lekkoatleta specjalizujący się w rzucie dyskiem, rzucie oszczepem i pchnięciu kulą, dwukrotny olimpijczyk (Saint Louis 1904, Londyn 1908), medalista olimpijski.
W 1904 r. podczas letnich igrzysk olimpijskich w Saint Louis zdobył brązowy medal w rzucie dyskiem oraz wystąpił w finale pchnięcia kulą, nie kończąc konkurencji. Uczestniczył również w zawodach przeciągania liny, w którym jako członek klubu Pan-Hellenic Athletic Club zajął ostatnie piąte miejsce ex aequo z drużyną południowoafrykańską (Boer Team). Na kolejnej olimpiadzie, w 1908 r. w Londynie, wystąpił w finale rzutu dyskiem stylem greckim, zajmując 6. miejsce. Startował również w pchnięciu kulą, rzucie dyskiem i rzucie oszczepem w stylu dowolnym, nie zostając sklasyfikowanym w żadnej z tych konkurencji.
Startował również w olimpiadzie letniej w 1906 r. w Atenach, zdobywając trzy medale: złoty w rzucie głazem (6,4 kg) oraz dwa srebrne: w rzucie dyskiem oraz w rzucie dyskiem stylem starożytnym.